# Compass Airlines
Compass Airlines war eine US-amerikanische Fluggesellschaft mit Sitz in Minneapolis.

## Geschichte
Compass Airlines wurde 2006 gegründet und nahm 2007 mit Flugzeugen des Typs Bombardier CRJ200 den Betrieb auf. Das Unternehmen flog im Auftrag von Delta Air Lines und American Airlines unter deren Dachmarken Delta Connection und American Eagle. Im März 2020 gab die Fluggesellschaft im Zuge der COVID-19-Pandemie bekannt, den Flugbetrieb ab April einzustellen.

## Flotte

### Flotte bei Betriebseinstellung
Mit Stand März 2020 bestand die Flotte der Compass Airlines aus 39 Flugzeugen mit einem Durchschnittsalter von 8,3 Jahren:
| Flugzeugtyp | Anzahl | bestellt | Anmerkungen | Sitzplätze |
| ----------- | ------ | -------- | ----------- | ---------- |
| Embraer 175 | 39     |          |             |            |
| Gesamt      | 39     | -        |             |            |

### Zuvor eingesetzte Flugzeuge
Zuvor wurden unter anderem auch folgende Flugzeugtypen betrieben:
- Bombardier CRJ200
- Embraer 170